# Zamaguří

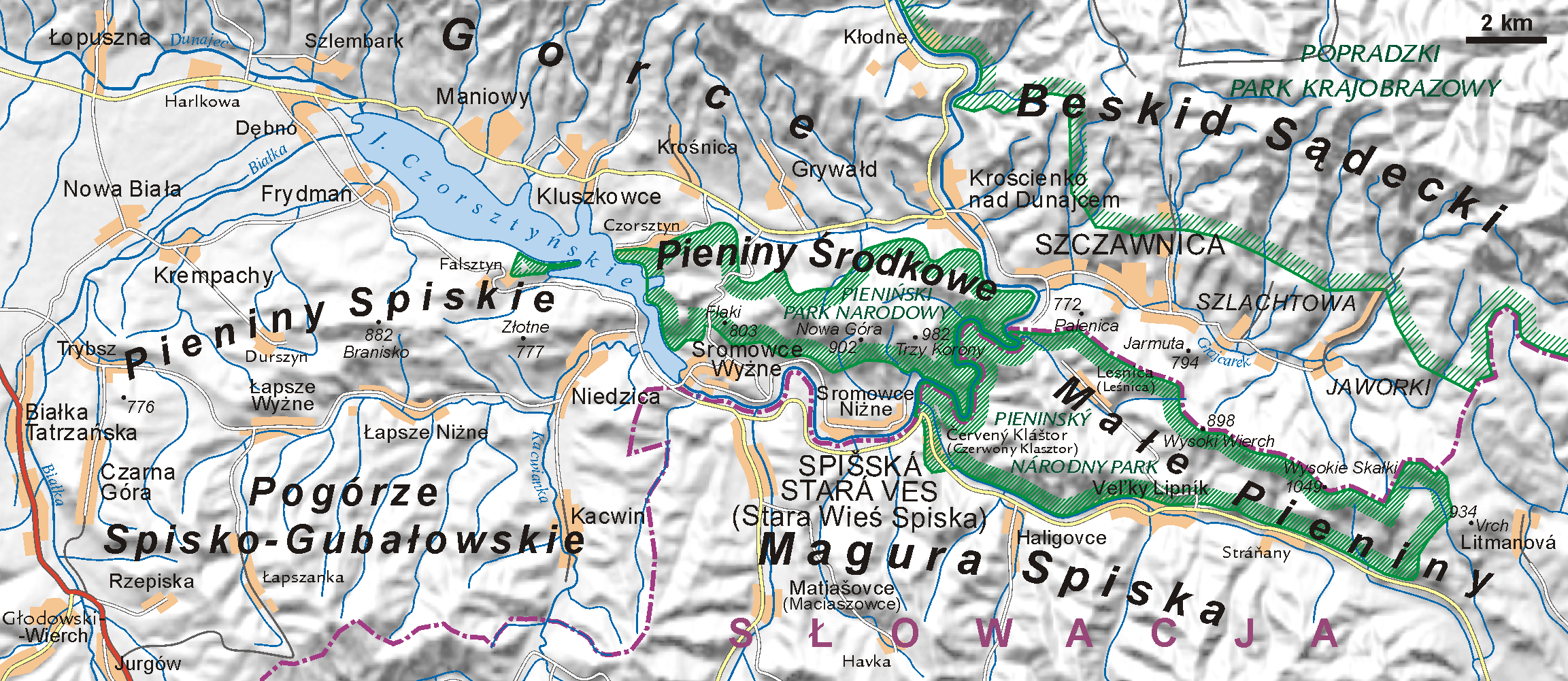
Pieniny

Zamaguří (slovensky Zamagurie, polsky Zamagurze) je region na severu Spiše ohraničený pohořím Spišská Magura na jihu a východě, řekou Dunajec na severu a Bielkou na západě. Zamaguří je součástí Prešovského kraje na Slovensku a Malopolského vojvodství v Polsku.

## Zajímavosti
Zamaguří oplývá krásnou přírodou (Pieniny), historickými památkami (Červený Kláštor), či lidovou architekturou.
Nejpřitažlivějšími jsou Pieniny s údolím Dunajce, splavem na vorech či výstupem na Tři korunky či Sokolici, ale i Spišská Magura a Ľubovnianská vrchovina. Krásy lidové architektury člověk objeví ve svérázných goralských vesnicích Osturňa a Jezersko. Podél Dunajce vede z Červeného Kláštera do Lesnice nenáročná turistická stezka.
Zimní střediska vznikla v Jezersku, Spišské Staré Vsi, ale také v Niedzici v Polsku (hned za hraničním přechodem).
Na jižním úpatí Spišské Magury jsou i lázně Vyšné Ružbachy se známým travertinovým jezírkem či středověké městečko Podolínec. Při návštěvě Zamaguří však nelze vynechat návštěvu kartuziánského kláštera v Červeném Klášteře.
Pro milovníky vodních sportů je k dispozici Czorstynské jezero, přehrada na Dunajci hned za polsko-slovenskou hranicí. Ke koupání lze využít přímo pláže nebo i zákoutí přehrady. Po přehradě během letní sezóny jezdí i výletní lodě.
V Niedzici (slovensky Nedeca) je hrad Niedzica (také hrad Dunajec), který leží v nadmořské výšce 560 metrů a který se v současnosti tyčí přímo nad přehradou. V minulosti to byl hraniční hrad na hranicích Uherska a Polska a mělo na něm dojít k vyplacení spišských zálohových míst, což se však nikdy nestalo.

## Pravidelné akce
Pravidelnou akcí jsou Zamagurské folklórní slavnosti v Červeném Klášteře, které se konají pravidelně koncem června.

## Centrum
Centrem Zamaguří je město Spišská Stará Ves.

## Okresy
- Okres Stará Ľubovňa
- Okres Kežmarok
- Gmina Bukowina Tatrzańska
- Gmina Łapsze Niżne
- Gmina Nowy Targ